# Каспэ, Ирина Михайловна
Ирина Михайловна Каспэ (род. 2 мая 1973) — российский литературный критик, культуролог, историк культуры, специалист в области utopian studies и истории советской культуры 1950—1980-х годов. Кандидат культурологии (2004), старший научный сотрудник Института гуманитарных историко-теоретических исследований (ИГИТИ) им. А. В. Полетаева Высшей школы экономики (НИУ ВШЭ), старший научный сотрудник лаборатории историко-культурных исследований Школы актуальных гуманитарных исследований РАНХиГС. 
Образование — Московская государственная академия печати (1990—1996), редактор массовой литературы; Институт европейских культур РГГУ (1998—2000); аспирантура Института высших гуманитарных исследований РГГУ (2001—2004), по специальности история и теория культуры. Ученица социолога, филолога, культуролога и переводчика Бориса Владимировича Дубина. 
Автор монографии «В союзе с утопией. Смысловые рубежи позднесоветской культуры» (М.: НЛО, 2018), вошедшей в лонг-лист АБС-премии 2019 года. Также автор книги «Искусство отсутствовать. Незамеченное поколение русской литературы» (2005).

## Работы
- Каспэ И. От молодости к молодости (Отцы и дети: поколенческий анализ современной России) // Отечественные записки. 2005. № 3 (24).  Архивная копия от 3 февраля 2022 на Wayback Machine
- Каспэ И. Смысл (частной) жизни, или Почему мы читаем Стругацких? / Ирина Каспэ // Новое литературное обозрение. — 2007. — N 6. — С. 202-231. О том, что искали раньше и что ищут сейчас читатели в подтекстах произведений Стругацких.  Архивная копия от 15 августа 2018 на Wayback Machine